# Esplosione di gas di Humberto Vidal a Porto Rico del 1996

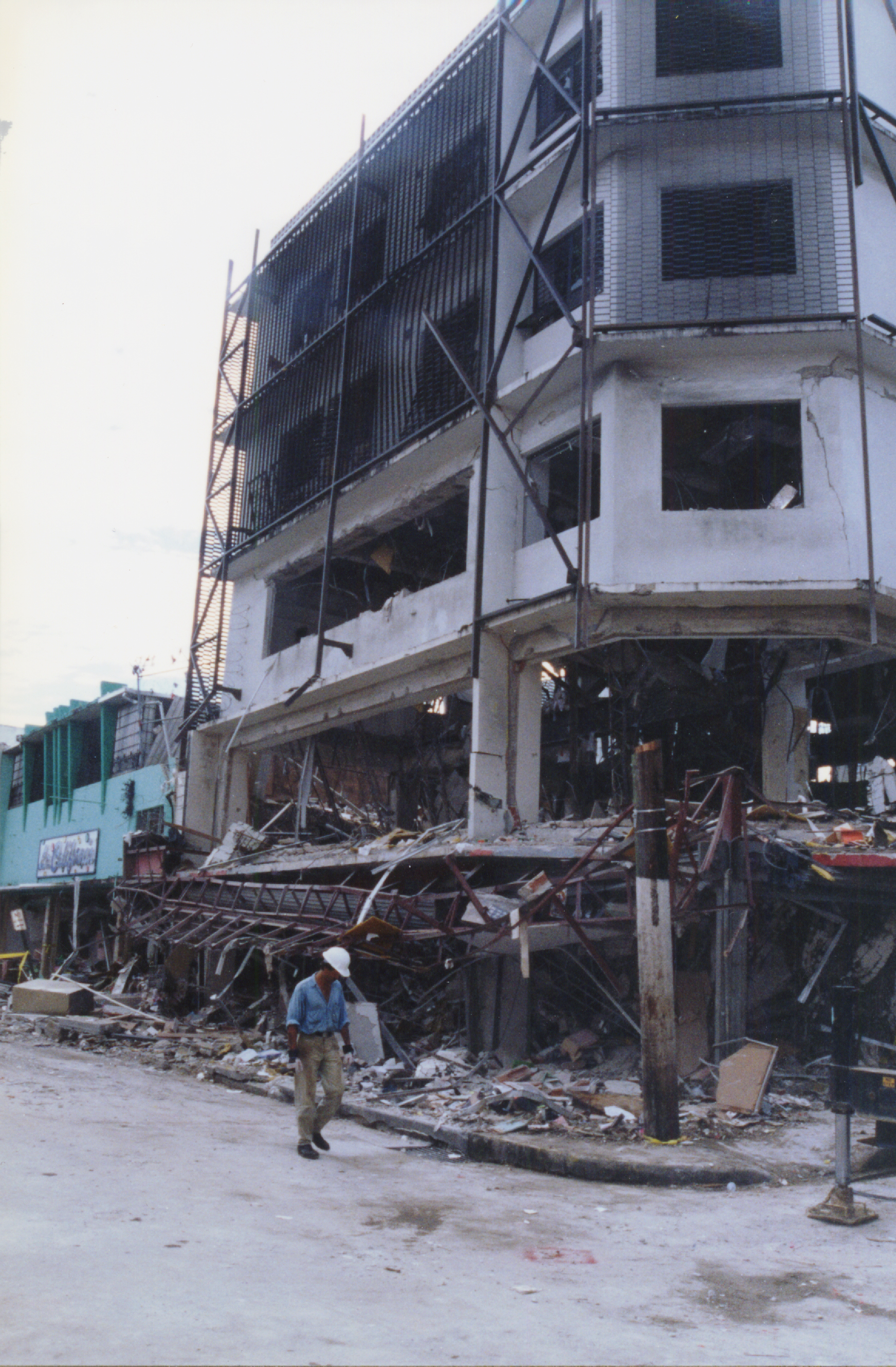
Foto dell'edificio distrutto

L'esplosione di gas di Humberto Vidal a Porto Rico del 1996 (anche nota come l'esplosione di Río Piedras) è un incidente verificatosi il 21 novembre 1996 alle 8.35, quando un'esplosione di gas ha distrutto il palazzo degli uffici della catena di calzature Humberto Vidal uccidendo 33 persone e ferendone 69.

## L'incidente

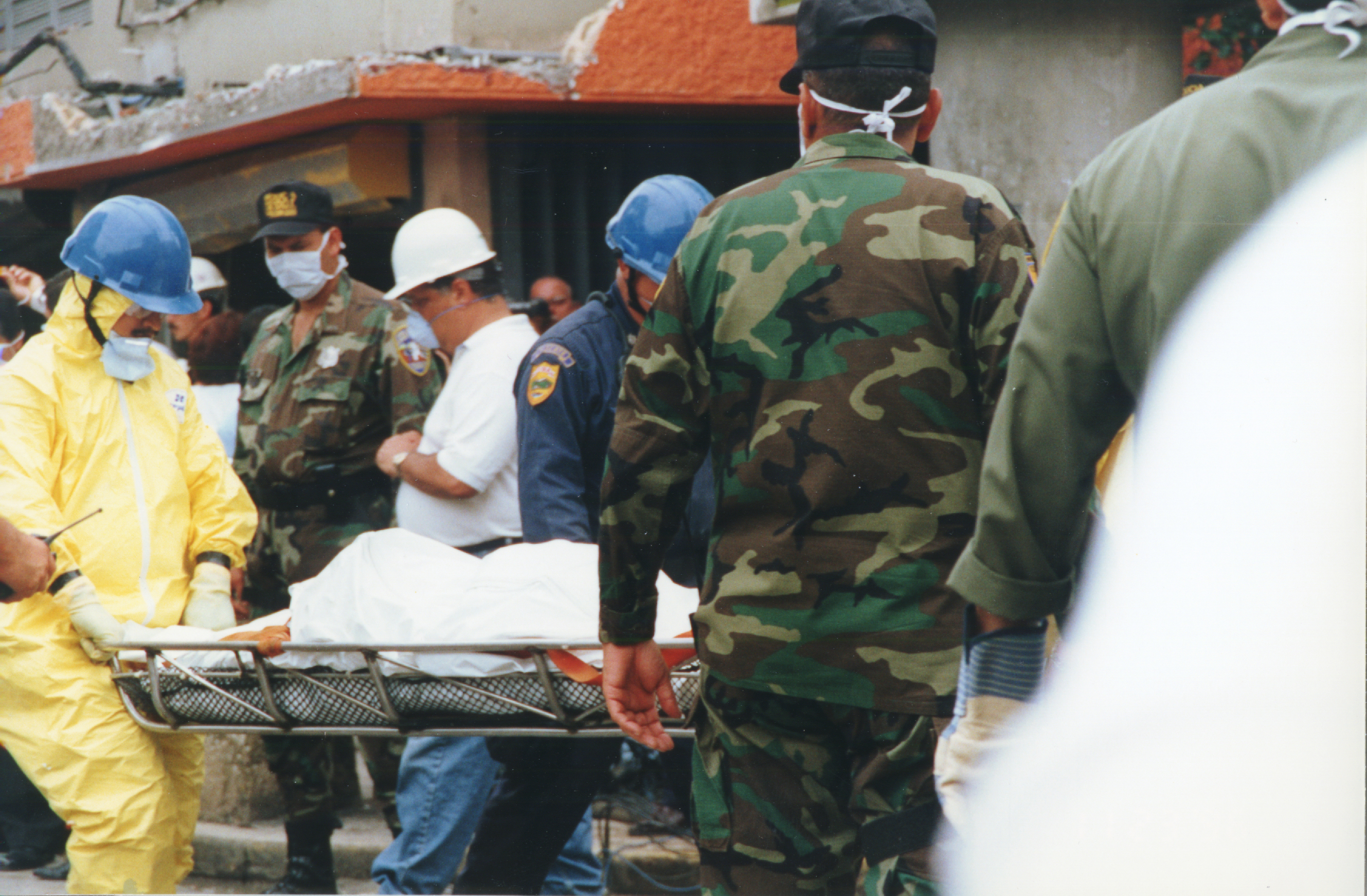
Un sopravvissuto viene portato via dopo essere stato estratto dalle macerie

L'esplosione è avvenuta alle 8.35 circa di giovedì 21 novembre 1996 all'interno di un frequentato edificio che ospitava negozi e uffici nella zona di Río Piedras, a San Juan, capitale di Porto Rico. L'edificio di sei piani, che ospitava gli uffici e un negozio di scarpe della catena Humberto Vidal, nonché una gioielleria e un negozio di dischi è stato praticamente distrutto, tanto da essere successivamente demolito.
L'ipotesi immediata sulle cause dell'esplosione è stata quella di un attentato dinamitardo da parte delle Forze armate di liberazione nazionale oppure quella di un atto doloso, ipotesi cadute per il mancato ritrovamento di esplosivi o materiali infiammabili.
L'allora Presidente degli Stati Uniti Bill Clinton ha dichiarato lo stato di emergenza per Porto Rico (dichiarando l'isola una disaster area), in modo da fornire aiuti federali alle vittime e a far svolgere un'indagine sull'accaduto da parte del National Transportation Safety Board (NTSB). All'origine dell'esplosione è stata identificata una perdita di propano da una linea interrata gestita dalla San Juan Gas Company del gruppo Enron.
Il conto delle vittime ammonta a 33 morti e 69 feriti. La maggior parte delle vittime si trovavano all'interno dell'edificio al momento dell'esplosione, ma altri erano nelle strade intorno. I corpi recuperati sono stati allineati lungo il marciapiede di fronte alla vicina chiesa La Milagrosa, dove il cardinale Luis Aponte Martínez ha dato l'estrema unzione.

## L'inchiesta
Dall'inchiesta del National Transportation Safety Board (NTSB) risulta che molte persone avevano denunciato un forte odore di gas provenire dal semi-interrato dell'edificio nei giorni precedenti all'esplosione, tuttavia il palazzo non aveva alcuna fornitura di gas.
Le indagini si sono concentrate quindi su una linea di propano, gas più pesante dell'aria e che quindi tende ad accumularsi nei punti bassi e confinati, installata nelle vicinanze. Tale linea seguiva un tracciato che comprendeva curve strette e l'installazione, alcuni anni prima, di una tubatura di acqua immediatamente al di sotto della linea di propano ne ha provocato il piegamento, aumentando le tensioni meccaniche cui la linea era sottoposta, risultando infine nella rottura della linea stessa. Il propano fuoriuscito dalla linea è quindi migrato lungo il tracciato delle tubature penetrando nel semi-interrato del palazzo della "Humberto Vidal".
I tecnici della San Juan Gas Company (gruppo Enron), chiamati nei giorni precedenti all'esplosione a investigare, non sono stati in grado di rilevare la presenza del gas nell'edificio in particolare perché hanno forato i pavimenti fino a circa 46 cm di profondità mentre il gas era presente a 120 cm, e inoltre perché hanno commesso errori nell'utilizzo dei rilevatori di cui erano dotati. I rilevatori andavano accesi all'aria aperta, prima di entrare nell'edificio, mentre i tecnici li hanno accesi solo all'interno non ricavandone alcuna indicazione utile.
L'innesco della nube di propano è provenuto dall'interruttore di un condizionatore. 
La San Juan Gas Company ha respinto con forza le accuse, sostenendo che si potrebbe essere trattato di una nube di gas proveniente dalla rete fognaria, ma tale ipotesi è stata successivamente esclusa nel Rapporto della NTSB.

## Il dopo incidente
La San Juan Gas Company è stata citata in giudizio dalle famiglie delle vittime e dai proprietari dei negozi distrutti. Durante tutto il processo la ditta ha rigettato le accuse ma ha perso 101 delle cause intentate, ne ha patteggiate 725 fuori dal tribunale, e ha pagato 28 milioni di dollari americani di danni nel 2002. Il rapporto di indagine ha evidenziato evidenti mancanze nella formazione dei dipendenti da parte della ditta, che la San Juan ha promesso di migliorare. A marzo 2007 il consiglio comunale di San Juan ha approvato una risoluzione per rimuovere tutte le linee di gas sotterranee nel territorio di Río Piedras per evitare altre tragedie. Le vittime della tragedia oggi sono ricordate da un murale nell'area dell'esplosione.

## Nei media
Il disastro è oggetto di un episodio della serie Seconds From Disaster del National Geographic, dal titolo "L'esplosione di Puerto Rico".